# Корделиери
 Тази статия е за френското политическо движение.  За планината вижте Кордилери.  
Корделиèрите (на френски: Cordeliers) са членовете на политически клуб по време на Френската революция от 1789 г., известен първоначално под името „Общество за правата на човека и гражданина“. Прозвището им идва от мястото на техните заседания – бившия манастир на монасите францисканци–корделиери в Париж, на улица „Екол дьо Медсин“ в предградието Сен–Антоан. Клубът им е основан през юли 1790 г. от Дантон, като преобладаващо влияние в него имат демократите с леви убеждения. Клубът събира около себе си по-бедните и по-радикално настроени парижани и санкюлотите. Сред по-известните членове на този клуб са Жан-Пол Марат, който издава популярния сред парижани вестник „Приятел на народа“, Жорж Дантон, Жак-Рене Ебер, Камий Демулен, Тероан дьо Мерикур, Анахарсис Клотс, Шомет и др. Първоначално беседите им включват предимно нравствени и политически теми, но скоро започнали да се обсъждат и парливите въпроси на деня. В своите принципни позиции корделиерите много се доближават до якобинците, вземат участие в техните заседания и решения, като най-голямото им отличие е, че са по-популистки настроени, по-радикални и желаят „в по-мащабни размери да осъществят понятията за свобода и равенство и да създадат демокрация на най-широка основа.“ Самият клуб обаче е по-скоро дискусионен и нямал особено строга организация, заседанията му са спорадични, а в дебатите намират място и странични мнения, като например на Орлеанския херцог, известен по време на революцията като Филип Егалите.
Малко по малко корделиерите започват да излизат на политическата сцена. Още в началото на 1791 г. съставят петиция за сваляне на краля и премахване монархията, като призовават гражданите да се подписват под нея. По време на политическата криза през лятото на 1791 г., свързана с опита за бягство на Луи XVI, корделиерите оглавяват републиканското движение. Както и останалите членове на политически клубове, техните представители са активни действащи лица в Законодателното събрание:с. 440. През лятото на 1792 г. вземат активно участие в изгонването на умерените жирондисти от якобинските редици. През 1793 – 1794 г. клубът на корделиерите започва все повече да се прониква от ебертистките идеи (на крайно левите якобинци). След разгрома на ебертистите през март 1794 г. клубът фактически прекратява своята дейност.